# توني غارنييه (موسيقي)
توني غارنييه (بالإنجليزية: Tony Garnier)‏ هو موسيقي أمريكي، ولد في 18 أغسطس 1956 في سانت بول في الولايات المتحدة.

## وصلات خارجية
- توني غارنييه على موقع ميوزك برينز (الإنجليزية)
- توني غارنييه على موقع أول ميوزيك (الإنجليزية)
- توني غارنييه على موقع ديسكوغز (الإنجليزية)